# Scautismo nautico
Lo scautismo nautico è una forma di scautismo vissuta in luoghi legati all'acqua, siano essi marini, fluviali o lacustri.
Nello scautismo italiano, oltre che per l'ambiente d'attività si distinguono per l'uniforme (solitamente blu scura, esistono alcune variazioni a seconda dell'associazione d'appartenenza) e per il copricapo, di cui esistono numerose versioni.
Diversamente, in altre associazioni europee (FSE francese ad esempio) esiste una distinzione tra "nautici" (nautiques) con attività lacustre o fluviale e "marini" (marins) con attività prettamente marina. In alcune nazioni senza sbocchi al mare vi è solo lo scautismo fluviale (ad esempio nell'associazione scout serba).
Nel Movimento Scout Svizzero si usa l'espressione Scout marini per indicare gli scout che fanno attività acquatica nei laghi elvetici; vi è un solo gruppo del genere, a Zurigo.